# Wolfgang Kellner (Fußballspieler, 1963)
Wolfgang Kellner (* 14. April 1963 in München) ist ein ehemaliger deutscher Fußballspieler. Er arbeitet seit seinem Karriereende als Physiotherapeut, Heilpraktiker, Trainer und Referent.

## Laufbahn
Kellner entstammt der Jugend des TSV 1860 München, dem er sich 1969 anschloss. Beim Klub aus Giesing durchlief er die einzelnen Jugendmannschaften. 1982 wechselte er zum Drittligakonkurrenten SpVgg Unterhaching. Dort sorgte er mit der Mannschaft für Furore, als sie zwei Jahre nach dem Drittliga-Aufstieg 1983 die Aufstiegsrunde zur 2. Bundesliga erreichte, wenngleich sie dort am SSV Ulm 1846 und dem 1. FC Saarbrücken scheiterte.
Beim Konkurrenten hatte Kellner Aufmerksamkeit geweckt und er folgte dem 1. FC Saarbrücken im Sommer 1983 in die Zweitklassigkeit. In der Mannschaft um Stefan Jambo, Norbert Hönnscheidt, Etepe Kakoko und Michael Blättel etablierte er sich auf Anhieb als Stammkraft und erreichte mit ihr als Tabellenzehnter den Klassenerhalt. In den Relegationsspielen
der Saison 1985 gegen Arminia Bielefeld saß er zunächst auf der Ersatzbank, wurde aber im Rückspiel eingewechselt und sicherte den Aufstieg in die Bundesliga.
Kellner wechselte nach drei Jahren im Saarland 1986 in die 2. Bundesliga zum KSV Hessen Kassel. Am Saisonende verpasste er mit dem Verein den Klassenerhalt, wurde jedoch in der Kicker-Rangliste als „herausragender“ Torhüter eingestuft. Gerd Roggensack holte ihn daraufhin zum Ligakonkurrenten SG Wattenscheid 09. Dort etablierte er sich in der 2. Bundesliga und zählte zu den besten Torhütern der Liga. Im zweiten Jahr beim Bochumer Klub geriet er als Kapitän mit seinem Trainer aneinander und wurde trotz des ersten Tabellenplatzes vom 16. bis zum 32. Spieltag zur Nummer zwei degradiert.
Nach Saisonende wechselte er 1989 innerhalb der zweiten Liga und lief für den VfL Osnabrück an der Seite von Ansgar Brinkmann, Dirk Lellek, Claus-Dieter Wollitz und Ralf Heskamp auf. Während seiner Zeit dort verpasste er nur ein Pflichtspiel. Zwar war er zwei Jahre lang unumstritten die Nummer eins, zu einer Vertragsverlängerung kam es dennoch nicht. Seine Arbeit als Mannschaftssprecher missfiel der Klubführung. Kurze Zeit ohne Verein, verpflichtete ihn der MSV Duisburg als Nachfolger von Heribert Macherey. Er bestritt für den Klub zehn Bundesligaspiele bis zum Ende der Spielzeit 1991/92, und musste im April 1992 seine Karriere im Alter von 28 Jahren verletzungsbedingt beenden. 1991 wurde er zum Fußballtrainer mit A-Lizenz ausgebildet.
Wolfgang Kellner absolvierte daraufhin eine Ausbildung zum Physiotherapeuten und Heilpraktiker erfolgreich und eröffnete 1998 ein Ambulantes Therapiezentrum in Haag/iObb. 2007 engagierte ihn der DFB als Torwarttrainer auf Honorarbasis für die DFB-Nachwuchsnationalmannschaften der U 17/ U 19 und U 21. Er kehrte 2008 in seine Heimat Garmisch-Partenkirchen zurück und eröffnete eine Praxis für Osteopathie und Physiotherapie in Garmisch-Partenkirchen. Im Sommer 2011 folgte er dem vormaligen Junioren-Nationaltrainer Heiko Herrlich als Honorartrainer zum Drittligisten SpVgg Unterhaching.
Seine Trainertätigkeit beendete er im September 2014 vor Ende der Vertragslaufzeit im gegenseitigen Einverständnis. Gründe seien in den „sportlichen und wirtschaftlichen Umstrukturierungen im Verein“ zu suchen.
Stattdessen unterstützte er den Nachwuchsbereich beim 1. FC Garmisch-Partenkirchen. Die dortige Sportanlage wird seitdem als DFB-Nachwuchsstützpunkt genutzt.